# 637
637 (DCXXXVII) je bilo navadno leto, ki se je po julijanskem koledarju začelo na sredo.

## Dogodki
- Arabci pod vodstvom kalifa Omarja istega leta osvojijo sasanidsko Perzijo in Antiohijo, ki je pred tem pripadala Bizantinskemu cesarstvu. Po daljšem obleganju se jim preda mesto Jeruzalem, v katerega muslimani pod Omarjevim osebnim nadzorom vstopijo miroljubno

## Smrti
- Jao Silian, kitajski zgodovinar in politik, glavni avtor Knjige Ljanga in Knjige Čena (* 564)